# The Story Goes...
The Story Goes... è il terzo album del cantante inglese Craig David, pubblicato nel 2005 per la Warner. L'album è entrato direttamente alla quinta posizione nella classifica inglese e alla nona in quella australiana.

## Tracce
1. All the Way
2. Don't Love You No More (I'm Sorry)
3. Hypnotic
4. Separate Ways
5. Johnny
6. Do You Believe in Love
7. One Last Dance
8. Unbelievable
9. Just Chillin
10. Thief in the Night
11. Take 'Em Off
12. My Love Don't Stop
13. Never Should Have Walked Away
14. Let Her Go

- Never Should Have Walked Away è disponibile solo nell'edizione inglese.

## Classifiche
| Paese             | Posizione più alta |
| ----------------- | ------------------ |
| Australia         | 9                  |
| Austria           | 46                 |
| Belgio (Fiandre)  | 5                  |
| Belgio (Vallonia) | 7                  |
| Danimarca         | 3                  |
| Finlandia         | 36                 |
| Francia           | 5                  |
| Germania          | 13                 |
| Italia            | 5                  |
| Nuova Zelanda     | 34                 |
| Paesi Bassi       | 6                  |
| Regno Unito       | 5                  |
| Spagna            | 2                  |
| Svezia            | 11                 |
| Svizzera          | 3                  |